# 용과 같이 시리즈의 연표
용과 같이 시리즈 연표(일본어: 龍が如くシリーズにおける年表 )에서는 세가 게임즈의 액션 어드벤처 게임 《용과 같이》 시리즈(《흑표》를 포함)의 가공 사건을 연표 형식으로 다룬다.
또한, 외전 작품 《용과 같이 켄잔!》《용과 같이: OF THE END》《용과 같이 유신!》이나, 모바일 게임 작품 등은 제외한다.

## 주의사항
서브 스토리나 주요하지 않은 사건은 기재하지 말아주세요.

## 1960년대
1964년
- 5월 14일 : 마지마 고로 출생.

1968년
- 6월 17일 : 키류 카즈마 출생[1].
- 10월 8일 : 니시키야마 아키라 출생[1].

## 1970년대
1971년
- 6월 30일 : 사와무라 유미 출생[1].

1977년
- 사에지마 타이가의 양친이 사망한다. 그 후, 사에지마 타이가는 사에지마 야스코의 의리의 형이 된다. (《용과 같이 4》)

1979년
- 카자마 조지, 경찰 내부에서 형(카자마 신타로)이 동성회의 간부인 것을 이유로 박해를 받아서 경찰을 사입한다. 이 사건을 계기로 조지는 CIA으로 이적한다[주 1].(《용과 같이 3》)

## 1980년대
1980년
- 상야성화회에 소속하고 있는 스기우치 준지가, 경찰의 내정을 알기 위해서 경찰학교에 입학해서 후에 형사가 된다[주 2].(《용과 같이 4》)
- 12월 25일 : 동성회에 의한 진권파 습격사건 발생. 이 사건에 따라서 보스를 포함한 진권파 구성원의 거의 모든 것이 카자마 신타로와 시마노 후토시에 의해서 살해당한다. 이 때에 카자마는 젊은 진권파 구성원인 김대진과 지영민을 놓친다. 같은 날, 이번 사건을 담동하로 있던 카와라 지로는 진권파 보스의 아내 정수연과 그 아들(후에 고다 진의 양자가 되는 고다 류지)을 보호하며, 같은 담당 형사인 벳쇼 츠토무와 같이 부상당한 진권파 구성원 박회종을 간사이로 놓아준다. (《용과 같이 2》)

1981년
- 6월 : 카와라 지로와 정수연이 동가. 후에 결혼하며 두 사람의 사이에 딸(후의 사야마 카오루)를 얻는다. 그 후, 수연은 진권파 구성원에게 살해당하며, 딸은 사야마 타미요에게 맡겨진다.(《용과 같이 2》)

1984년
- 3월 : 키류 카즈마, 니시키야마 아키라와 같이 중학교를 졸업과 동시에 도지마조로 들어간다.(《용과 같이》

1985년
- 도지마조가 동성회 직계 조직으로 승격한다.(《용과 같이》)
- 4월 21일[2] : 사사이조를 동성회 직계 조직으로 하기 위해서 사사이조 사에지마 타이가가 도내 음식점에서 상야성화회의 조원 20명을 총격으로 습격(사용된 탄환은 고무스탄이며 실제로는 기절하고 있었던 것뿐으로 방탄 조끼를 입고 있던 카츠라기 이사오가 나중에 기절하고 있던 조장 이외의 조원 18명을 사살). 직후에 경찰에 출두해서, 살인용의로 체포된 후, 사형판결을 받는다. 같은 날, 마지마 고로, 카츠라기와 이어져있던 시바타조에게 감금되며, 구성원에게 저항해서 왼쪽 눈을 찔려 외눈이 된다. 후일, 이 사건을 조사하고 있던 타니무라 타이키(타니무라 마사요시의 양아버지)가 진상에 다다랐기 때문에 스기우치 준지에 의해서 살해된다. 또, 이 사건에서 사사이조는 해산되며, 시바타조가 직계 조직으로 승격한다.(《용과 같이 4》)

1986년
- 마지마 고로, 사에지마의 건으로 동성회의 의사를 반항하고 시마노에 의해서 약 1년간 고문을 받은 후, 오미연합의 사가와조에 넘겨주며, 카바레의 지배인으로 움직이는 등, 거의 노예 취급을 받는다.(《용과 같이 0》)

1987년
- 시마노조가 동성회 직계조직으로 승격한다.(《용과 같이》)

1988년
- 6월 : 카자마 신타로, 자신의 도박장이 경찰에게 적발된 영향으로 체포된다.(《용과 같이 0》)
- 12월[3] : 카무로쵸 21세기 재개발 계획이 시작되며, 이 계획에 필요한 ‘카라의 한 평’(カラの一坪)을 둘러싸고 소동이 일아난다. 동시기에 키류 카즈마가 살인사건의 의혹을 받으며, 혐의를 풀기 위해서 도지마조를 떠나며, 타치바나 부동산에서 일한다. 이 소동에서 아와노 히로키, 사가와 츠카사,  타치바나 테츠 등이 사망하고, 쿠제 다이사쿠, 시부사와 케이지도 경찰에게 체포된다. 소동 후 키류는 도지마조로, 마지마도 시마노조로 복귀한다.(《용과 같이0》 메인스토리)

## 1990년대
1992년
- 마지마 고로와 박미려가 만난 후에 결혼한다. 그 후, 자식을 얻는 것도 당시의 아이돌이였던 박 씨가 활동을 이어가기 위해서 독단적으로 아이를 지운 것을 원인으로 이혼한다.(《용과 같이 5》)

1993년
- 세라 마사루, 동성회 3대 회장으로 취임.(《용과 같이》)
- 키류 카즈마, 위조 여권의 협상에 불복했던 사화에 유괴당해서, 도우러온 신타로가 사화 구성원의 공격을 받아서 중상을 입는다.(《용과 같이》)
- 시나다 타츠오, 프로 야구 팀 ‘나고야 와이번스’에 입단, 라이벌이였던 사와다 유키도, ‘도쿄 기간츠’에 입단해서 데뷔를 한다. 바로 일군 등록되어 에이스가 된 사와다와 대조적으로, 시나다는 4년간 팜 생활을 보내게 된다.(《용과 같이 5》)

1995년
- 우쿄 타츠야의 모친이, 일하고 있던 가게의 경영자들과 같이 방화에 의해서 사망. 이 사건에서 똑같이 경영장의 아버지를 잃은 딸(후의 우쿄 사에코)가 우쿄가의 양자가 되면서 두 사람은 의리의 자매가 된다.(《흑표》)
- 10월 1일[4] : 니시키야마 아키라에 의한 도지마 소헤이 살해사건 발생. 키류는 니시키야마를 감싸고 경찰에게 체포되어 살인죄로 10년간 복역, 도지마조로부터 파문을 알린다. 이 사건을 담당한 다테 마코토는 사건에 너무 고집했기 때문에 1과에서 4과로 이동, 사실상의 좌천이 된다.(《용과 같이》)

1996년
- 도지마조가 해산되며 카자마조에 흡수되며, 카자마조가 동성회 직계조직이 승격한다. 동시기에 니시키야마 아키라가 카자마의 허가를 얻어 니시키야마조를 세운다.(《용과 같이》)
- 사와무라 유미, 진구 쿄헤이와 사실혼 관계가 되며, 사와무라 하루카라는 아이를 낳게 된다.(《용과 같이》)

1997년
- 시나다 타츠오, 일군 등록후, 첫 타석에서 끝내기 홈런을 날리는 것도, 야구도박관여사건의 혐의로 야구계를 영구 추방당하며, 생활을 위해서 풍속계의 르포라이터가 된다. 또 당시 나고야 와이번스의 감독이였던 후지타가 도박사건을 이유로 감독을 사임한다.(《용과 같이 5》)

## 2000년대
2000년
- 키류 카즈마, 복역중에 동성회의 자객에 의해서 습격당했지만 자객이 도리어 당하게 된다.(《용과 같이》)
- 사와무라 유미가 ‘사와무라 미즈키’임을 밝히고 레이나가 경영하는 ‘세레나’에서 4년간 일한다.(《용과 같이》)
- 니시카야마조, 카자마조로부터 독립하고 동성회 직계 조직으로 승격한다.(《용과 같이》)

2001년
- 도지마 다이고, 오미연합의 함정에 의해서 경찰에게 총기소지 위반으로 체포되어서, 5년간 복역한다.(《용과 같이 2》)
- 사야마 카오루, 국가공무원 2종 시험을 통과하고, 약 1년후, 인사원에서의 추천을 받아서 오사카 부 경찰의 국가 중앙 공무원(계급은 경사)로 채용된다.(《용과 같이 2》)

2004년
- 사와무라 미즈키(사와무라 유미)가 세레나를 그만두고 스낵 ‘아레스’를 개점한다.(《용과 같이》)

2005년
- 칸다 츠요시, 강간죄로 경찰에게 체포된다.(《용과 같이 3》)
- 아키야마 슌, 상사인 야모리 아키히코에 의해서 횡령의 혐의를 덮어 씌우고 동도은행을 해고당한다. 그 후, 결백함을 증명하기 위해서 재기를 노리지만 계속된 실패로 모든 것을 잃고, 노숙자로까지 영락한다.(《용과 같이 4》)
- 아라이 히로아키, 동성회의 내정 조사와 탈취를 획책하는 무나카타 세이시로의 명령을 받고 잠입수사관으로 카네무라 흥업에 들어간다.(《용과 같이 4》)
- 12월 5일[5], 동성회 100억엔 도난 사건 발생. 이 사건이 발단이 되고, 현재(3대) 동성회 회장 세라 마사루는 니시키야마 아키라에게 암살되며, 100억엔을 도는 상속 싸움이 발발. 카자마 신타로, 시마노 후토시 등이 사망하고, 사와무라 유미도 사랑스런 딸 하루카를 감싸다 목숨을 잃는다. 니시키야마 아키라는 마무리로 밀레니엄 타워를 폭파시키며, 진구 쿄헤이와 100억엔 모두 흩어진다. 사건종결후, 키류 카즈마, 세라 마사루의 유언 및 카자마 신타로의 추천을 받고 4대 동성회 회장을 계승해서 의리를 다한다. 동시에 은퇴하고, 사와무라 하루라카와 함께 카무로쵸를 떠나며 건전한 길로 나아간다. 5대 동성회 회장은 키류 자신의 추천도 있고 해서, 테라다 유키오가 취임. (《용과 같이》 메인 스토리)
- 12월 : 아키야마 슌, 밀레니엄 타워 폭발에 의해서 하늘로 날아간 100억엔의 일부(약 100만원)를 줍는다. 한때, 그 돈을 거리의 불한당에게 도둑맞지만, 카네무라 흥업의 아라이 히로아키에게 도움받아, 이후, 그에게 일방적으로 조력하게 된다. 그 후, 주었던 돈을 원금으로 늘려서 소비자금융 ‘스카이 파이낸스’를 창업.(《용과 같이 4》)
- 12월 : 100억엔 사건후, 다테 마코타는 경찰을 사직하고, 딸 사야와 함께 사는 길을 택한다(그 이후에는 케이힌 신문사에 취직). 다테의 후배 형사 스도 준이치는 상층부에서 반대로 다테에게 협력했던 것에 의해서 1과에서 4과로 이동을 명령 받았다.(《용과 같이 2》)

2006년
- 앞선 대를 잃은 동성회의 직계 조직은 카자마조를 카시와기 오사무, 니시키야마조를 신도 코지가 각각 2대 조장을 계승. 후임자가 없던 시마노조는 니시키야마조에 흡수됐다.(《용과 같이 2》)
- 마지마 고로, 자신이나 카시와기 일행 고참을 베타적으로 해서, 주위에 예스 맨밖에 두지 않은 테라다의 동성회와 헤어지며, 마지마조를 건설회사로 바꾼다.(《용과 같이 2》)
- 4월 : 사야마 카오루가 경부보로 승진과 동시에 4과의 주임이 된다.(《용과 같이 2》)
- 12월 15일[6] : 진권파와 오미연합에 의한 카무로쵸 침략사건 발생, 동성회와의 항쟁이 발발한다. 이 사건에 의해서, 고다 진, 테라다 유키오, 타카시마 료 등이 사망. (《용과 같이 2》 메인스토리)

2007년
- 칸다 츠요시, 교도소에서 출소해서, 그 후 3대 니시키야마조 조장을 습명한다. 같은 시기에, 미네 요시타카, 칸다의 소개로 동성회에 발을 들여놓았으며, 그 후에 백봉회를 만들며, 직계 조직이 된다.(《용과 같이 3》)
- 1월[7] : 항쟁사건종결후, 키류는 고아원 ‘나팔꽃’의 운염 때문에, 하루카와 같이 오키나와로 이주했으며, 마지마는 키류로부터의 요청으로 동성회에 복귀한다. 또, 키류와 행동을 같이 하고 있던 여형사 사야마 카오루는 신설 부서의 교육계로 미국으로 전근, 4과에 좌천되어있던 스도는 1과로 복귀 등, 이번 사건의 내정을 너무 잘알게 된 두 사람은 각각의 희망부서에 배속됐으며, 입막음적인 승진을 받는다. (《용과 같이 3》)
- 7월 : 키류와 유도일가가 퇴거를 놓고 대립. (《용과 같이 3》)

2008년
- 3월 : 타마시로 테츠오에 의한 사키 유괴사건 발생. 이 사건을 경계로 키류와 유도일가가 우호관계가 된다. 같은 시기에 민자당의 타미야 류조와 스즈키 요시노부가 오키나와를 순회하며 대립한다.(《용과 같이 3》)

2009년
- 우쿄 타츠야, 타교의 학생에게 중상을 입히며, 상해죄로 소년원에 입소.(《흑표》)
- 3월 : 블랙 먼데이에 의한 나카하라 시게루, 도지마 다이고 총격 사건 발생. 이 사건에 의해서 니시키야마조나 백봉회 등이 키류에 의해서 거의 괴멸. 카시와기 오사무, 미네 요시타카, 시마부쿠로 리키야 등이 사망. 사건종결 후, 하마자키 고, 이번 사건에서 모든 것을 잃고. 그 화풀이로 키류를 칼로 찔러서 경찰에 체포된다.(《용과 같이 3》 메인스토리)

## 2010년대
2010년
- 츠루미 타다시의 아들이 뇌물에 의해서 순번을 조작시킨 생체간이식을 받는다. 동시에 노자키 료의 연인 이치카와 시즈카는 본래 받을 수 있던 치료를 받지 않고 사망.(《흑표 2》)
- 노자키 료가 아수라에 접촉. 아수라의 급격한 확대와 범죄조직화가 시작된다.(《흑표 2》)
- 3월 1일 : 아라이 히로아키에 의한 이하라 마사루 사살사건 발생. 이 사건을 놓고 상야성화회와 동성회가 대립했으며, 경찰 상층부를 말려들게 한다. 일대사건이 된다. 카츠라기 이사오, 스기우치 준지, 무나카타 세이시로 등이 사망. 사건종결 후, 다테 마코토, 수사 1과의 형사로 복직, 타니무라도 생활안전과에서 수사 1과로 옮겨지게 된다. 사에지마 타이가, 키류와 마지마의 추천을 받아서 동성회 직계 사에지마조를 만든다.(《용과 같이 4》 메인스토리)
- 9월 : 우쿄 타츠야, 사채를 뒷면의 직업으로 하고 있는 중화요리점 ‘조악’을 습격. 이 습격 후, 조악 주인의 소속 쿠키조에게 잡히며, 드래곤 히트로 10연승을 걸고 싸우게 된다. 타츠야는 드래곤 히트로의 싸움을 통해서 그 뒤에서 일어나고 있던 자신에도 관련되는 사건의 진상에 도달하며, 모든 것에 결판을 낸다.(《흑표》 메인스토리)
- 12월 : 사에지마 타이가, 예전에 자신이 범한 상해죄의 속죄로, 스스로 아바시리 형무소에 수감된다.(《용과 같이 5》)

2011년
- 츠루미 타다시, 도지사 선거에 당선되며 도쿄 도지사가 된다.(《흑표 2》)
- 3월 : 우쿄 타츠야, 무사수행을 위해서 도미하며 지하 투기장에서 싸움의 날들을 보낸다. 후에 일본의 대형 복싱 체육관 ‘고켄 짐’에서 지켜보며 프로복서 데뷔를 약속한다.(《흑표 2》)
- 6월 : 자신의 꿈을 거는 재능을 요구해서 각지를 동분서주하고 있던, 오사카의 예능 사무소 ‘다이나체어’의 사장 박미려는 오키나와에서 사와무라 하루카과 운명적인 만남을 다하며 그녀를 지켜본다. 그 후, 그 꿈을 이루기 위해서 도쿄로 향하며, 스카이 파이넌스의 테스트를 클리어해서 3억엔의 대출을 받는다.(《용과 같이 5》)
- 12월 : 바바 시게키, 아바시리 형무소로 이송된다. (《용과 같이 5》)

2012년
- 3월 : 아수라에 의한 도쿄제압작전 개시. 귀국해서 프로 복서 데뷔를 앞두고 있던 우쿄 타츠야는 드래곤 히트를 지키기 위해서 프로복서 데뷔를 버리고, 아수라와의 싸움에 몸을 던진다. 타츠야는 아수라와의 싸움을 통해서 그 뒤에서 일어나고 있던 사건의 진상에 도달하며, 모든 것에 결판을 짓는다. 츠루미 타다시, 이 사건을 뒤에서 조작하고 있던 것이 드라난 영향으로 투신 자살한다.(《흑표 2》 메인스토리)
- 4월 : 박미려가 찾아낸 사와무라 하루카는 아이돌을 목표로 해서 오사카에 가며, 다이나 체어에 소속하면 다같이 오사카의 고교로 진학. 같은 시기, 하루카 꿈에 지장이 되기 때문에 고아원 ‘나팔꽃’을 떠나며, 후쿠오카에 이주하고 있던 키류는 ‘나가스 택시’의 사장 나카지마 요타로에게 총애받으며, 나가스 택시의 사원이 된다(정체를 숨기기 위해서 ‘스즈키 타이치’의 가명을 사용).(《용과 같이.5》)
- 6월 : 쿠로사와 츠바사, 말기 폐암을 선고받는다.(《용과 같이 5》)
- 12월[8], 7대 오미연합 회장 쿠로사와 츠바사의 위독한 흉보에 의해서 동성회와 오미연합과의 균형이 붕괴되며, 5대도시를 끌어들인 동서전면전쟁으로 발전한다. 모리나가 유, 아오야마 미노루 등이 사망하며 박미려도 오미연합의 상속 싸움의 키가 되는 마지마(전 남편)으로부터의 편지를 노리고 살해된다(경찰은 자살로 판단). 사건 종결 후, 바바 시게키, 속죄하기 위해서 아바시리 형무소에 재수감되며, 사에지마도 속죄를 위해서 아바시리 형무소에 재수감된다. 사와무라 하루카, 모든 것을 털어놓고 예능계를 은퇴하며, 쿠로사와의 아들 아이자와 마사토와의 사투에서 부상당한 키루 카즈마에게로 급히 달려간다. (《용과 같이 5》 메인 스토리)
- 12월, 키류 카즈마, 과거를 청산하기 위해서 스스로 형무소에 수감된다. (《용과 같이 6》）

2016년
- 12월, 키류 카즈마, 출소해서 나팔꽃으로 돌아오지만 하루카가 실종된 것을 알고 하루카를 쫓아서 히로시마에 발을 내딛는다[9]. (《용과 같이 6》 메인 스토리)

### 내용주
1. ↑  용과 같이3의 제9장에서 타미야가 조지가 경찰을 그만둔 것이 30년전이라는 대사에서.
2. ↑  용과 같이4 공식 사이트의 ‘현장 외길 30년’이라는 설정에서.

### 참조주
1. 1 2 3  용과 같이 캐스팅
2. ↑  《龍が如く4 伝説を継ぐもの 完全攻略 極ノ書》 [용과 같이 4: 전설을 잇는 자 완전공략 극의 서] (일본어). 엔터브레인. 2010년 5월 15일.
3. ↑  용과 같이0 공식 사이트 스토리
4. ↑  용과 같이 스토리
5. ↑  《龍が如く 完全攻略 極ノ書》 [용과 같이 완전공략 극의 서] (일본어). 엔터브레인. 2006년 1월 28일.
6. ↑  《龍が如く2 完全攻略 極ノ書》 [용과 같이 2 완전공략 극의 서] (일본어). 엔터브레인. 2007년 1월 24일.
7. ↑  용과 같이 스토리
8. ↑  “龍が如く5 公式サイト・序章” [용과 같이 5 공식사이트 서장] (일본어). 2016년 6월 21일에 원본 문서에서 보존된 문서. 2016년 7월 2일에 확인함.
9. ↑  “【速報】PS4『龍が如く6 命の詩。』ビートたけしほか藤原竜也、小栗旬など超豪華キャスト！ 舞台は広島・尾道！” [【속보】PS4 “용과 같이 6: 생명의 시”. 비트 타케시 외에 후지와라 타츠야, 오구리 슌 등 초호화 캐스트! 무대는 히로시마 오노미치!] (일본어). 패미통.com. 2016년 8월 5일에 확인함.

## 참고 문헌
- 《龍が如く　探究の書》 [용과 같이 탐구의 서] (일본어). 엔터브레인.
- 《龍が如く 完全攻略 極ノ書》 [용과 같이 완전공략 극의 서] (일본어). 엔터브레인. 2006년 1월 28일. ISBN 978-4-75-772640-6.
- 《龍が如く2 完全攻略 極ノ書》 [용과 같이 2 완전공략 극의 서] (일본어). 엔터브레인. 2007년 1월 24일. ISBN 978-4-75-773378-7.
- 《龍が如く3 完全攻略 極ノ書》 [용과 같이 3 완전공략 극의 서] (일본어). 엔터브레인. 2009년 3월 30일. ISBN 978-4-75-774855-2.
- 《龍が如く4 伝説を継ぐもの 完全攻略 極ノ書》 [용과 같이 4: 전설을 잇는 자 완전공략 극의 서] (일본어). 엔터브레인. 2010년 5월 15일. ISBN 978-4-04-726607-0.
- 《龍が如くOF THE END 完全攻略 極ノ書》 [용과 같이: OF THE END 완전공략 극의 서] (일본어). 엔터브레인. 2011년 7월 6일. ISBN 978-4-04-727421-1.
- 《龍が如く5 夢、叶えし者 完全攻略 極ノ書》 [용과 같이 5: 꿈을 이루는 자 완전공략 극의 서] (일본어). 엔터브레인. 2013년 1월 23일. ISBN 978-4-04-728748-8.